# Mordellistenula plutonica
Mordellistenula plutonica es una especie de coleóptero de la familia Mordellidae.

## Distribución geográfica
Habita en la península ibérica (España).